# 산와정 (나가사키현)
산와정(三和町)은 나가사키현 니시소노기군에 있던 정이다.
2005년 4월 1일에 니시소노기군의 이오지마정·고야기정·소토메정·다카시마정·노모자키정과 함께 나가사키시에 편입되었다.

## 지리
나가사키 반도의 중부에 위치한다.

## 역사
- 1889년 4월 1일 - 정촌제 시행에 의해 다메이시촌, 가야키촌, 가와하라촌이 성립하였다.
- 1947년 - 모기정의 일부가 다메이시촌에 편입되었다.
- 1955년 2월 11일 - 다미에시촌, 가야키촌, 가와하라촌이 합병, 정으로 승격해 산와정이 성립하였다.
- 2005년 1월 4일 - 나가사키시에 편입해, 산와정은 소멸하였다.

## 교통

### 도로
- 국도 499호선